# 사키쿠촌
사키쿠촌(幸久村)은 이바라키현 구지군에 일찍이 존재했던 촌이다. 현재의 히타치오타시에 해당한다.

## 지리
- 현재의 히타치오타시, 구 히타치오타시 남부에 위치한다.
- 마을은 쿠지강 북쪽 기슭에 위치한다.

## 역사
- 1889년 4월 1일 - 정촌제 시행에 의해 구지군 사카쿠촌이 성립하였다.
- 1954년 7월 15일 - 하타소메촌, 니시오사와촌, 사타케촌, 혼다촌, 사토촌을 편입해 히타치오타 정으로 개칭하였고 시로 승격되어 히타치오타 시가 성립하여, 소멸하였다.

## 인구
| 1891년 | 2,640 |
| 1920년 | 2,840 |
| 1935년 | 2,988 |
| 1950년 | 3,602 |

## 교통

### 철도
- 일본국유철도 (→ 동일본 여객철도)
  - 스이군선

## 참고문헌
- 常陸太田市史編さん委員会編『常陸太田市史 通史編 下』、常陸太田市、1983年
- 角川日本地名大辞典編纂委員会『角川日本地名大辞典 8 茨城県』、角川書店、1983年 ISBN 4040010809
- 茨城県久慈郡 編『茨城県久慈郡是』茨城県久慈郡、1916年、10頁。2018年2月24日閲覧。リンクは国立国会図書館デジタルコレクション、23コマ目。